# Juan Domínguez Berrueta
Pour les articles homonymes, voir Domínguez.
Juan Domínguez Berrueta est né le 12 juillet 1866 à Salamanque et mort le 7 avril 1959 à Salamanque, professeur de mathématiques, de physique et de philosophie espagnol. Il a enseigné à l'Institut et à l'Université de Salamanque, amateur de la philosophie, dont les points de vue s'approchaient du courant bergsonien. Il a collaboré à plusieurs journaux et s'est aussi intéressé à la mystique, à l'histoire et à la musique, dont il était un éminent biographe.

## Biographie
Juan Domínguez Berrueta a étudié dans sa ville natale jusqu'au diplôme de chimie et a obtenu son doctorat à Madrid, et, de retour à Salamanca, a obtenu la chaire de mathématiques et de chimie à l'Institut de Salamanque, qu'il a occupé jusqu'à sa retraite en 1935. Il était le chroniqueur officiel de la ville de Salamanque et dont une rue porte son nom, il eut de nombreux contacts avec notamment Maurice Legendre, Joan Maragall, Jacques Chevalier, Henri Bergson et Bernt Borchgrevink Groenvold. Il fut aussi musicien, après avoir mis au point un nouveau type d'harmonium capable de donner les deux notes enharmoniques. Il a également écrit un traité sur la gamme et une théorie physique de la musique. Il est l'auteur de plus d'une douzaine d'œuvres de la métaphysique ou de la religion. Il a aussi traduit Antoine-Augustin Cournot en espagnol. Il était un fervent catholique, augustin-franciscain, à l'écart de tous les fondamentalismes. Dès sa jeunesse, Berrueta refusa le scientisme alors beaucoup représenté, qui n'était pas en mesure selon lui de saisir la réalité dans son ensemble, car réduit à des régimes quantitatifs.
Il suivait la procédure logique et réfléchie, apte au monde spatial ; selon Bergson, l'intuition nous demande de dévoiler certains aspects du mystère profond de l'univers, l'humain et le divin. "La philosophie ne devrait pas être une analyse qui est réduite à exprimer une chose en termes de ce qui n'est pas. Elle ne doit pas être placé à l'extérieur de l'objet, mais à l'intérieur, par l'intuition, par sympathie intellectuelle, afin de coïncider avec ce qui il a d'inexprimable". Son épistémologie est rationaliste, axiologique et spiritualiste, soumis de transcendance. Il part donc d'une thèse théiste et se connecte avec une certaine tradition spirituelle de silence et de recueillement, de ce qu'appelle Joseph Rassam Le silence comme introduction à la métaphysique. Par le silence et la méditation, nous allons avoir à entendre la voix de Dieu. Ainsi, il est un impératif éthique de la volonté, qui est de créer en nous una noluntad strict, la grâce à laquelle nous détruirons notre volonté personnelle à volonté de Dieu, de remplir complètement le vide qui en résulte. Son personnalisme se déverse dans une grande orthodoxie mystique, vaste quant à sa signification. La sagesse des montagnards du Peuple de l'Ombre, décrite avec adoration, est fait avec humilité, foi et amour actif pour les autres. "Le philosophe de l'Ombre ressent dans l'oubli de soi-même la possession de la liberté de sa vie... Et la beauté ainsi engendrée est toujours nouvelle, parce que l'esprit ne vieillit pas, ne se gâte pas, ne passe pas avec les choses ; ce sont les choses que les gens laissent passer à travers leur esprit qui deviennent vieilles... C'est l'ombre qui lie les jours dans la lumière... Le génie est la nolonté, formule définitive de la patience et de la négation, qui n'est pas un suicide, mais une création du véritable moi". Analyse effectuée sur les degrés de l'ascension mystique, a insisté sur l'hyperactivité du mysticisme authentique, loin de tout abandon pseudo-quiétiste.

## Famille
Il est le frère de Martín Domínguez Berrueta (1869-1920), écrivain et professeur de Federico García Lorca à Grenade, et de Mariano Domínguez Berrueta (1871-1956), écrivain et homme politique.

## Travaux
- La cientificomanía (1895)
- La alegría de pensar (1902)
- La canción de la sombra: un cuento y una filosofía (1911)
- Salamanca. Guía sentimental (1916)
- Sofrosine, Salamanca, Calatrava (1922)
- La noluntad (1925)
- Fray Juan de los Ángeles (1928)
- Cisneros (1929)
- San Juan de la Cruz (1930)
- Sainte Thérèse et la vie mystique (1934), en collaboration avec Jacques Chevalier, éditions Denoël et Steele, 270 pages
- Del alma de las cosas (1935)
- Defensa de Castilla (1939)
- Isabel de Castilla (1939)
- La Chanson de l'ombre (un conte et une philosophie) (1944) ; traduction française du texte espagnol, notes et préface critique comportant un Essai d'explication d'une haute pensée castillane au XXe siècle par Alain Guy, Paris : J. Vrin
- Filosofía mística española (1947)
- Una vida por dentro (1956)